# Episodi di Hawaii Squadra Cinque Zero (decima stagione)
La decima stagione della serie televisiva Hawaii Squadra Cinque Zero venne trasmessa in prima visione negli Stati Uniti da CBS dal 15 settembre 1977 al 4 maggio 1978.
| nº | Titolo originale                      | Titolo italiano            | Prima TV USA      | Prima TV Italia |
| -- | ------------------------------------- | -------------------------- | ----------------- | --------------- |
| 1  | Up the Rebels                         | Viva i ribelli             | 15 settembre 1977 |                 |
| 2  | You Don't See Many Pirates These Days | Il cargo fantasma          | 22 settembre 1977 |                 |
| 3  | The Cop on the Cover                  | Il poliziotto in copertina | 29 settembre 1977 |                 |
| 4  | The Friends of Joey Kalima            | Gli amici di Joey Kalima   | 13 ottobre 1977   |                 |
| 5  | The Descent of the Torches            | La discesa delle torce     | 20 ottobre 1977   |                 |
| 6  | The Ninth Step                        | Il nono passo              | 27 ottobre 1977   |                 |
| 7  | Shake Hands with the Man on the Moon  | Il testimonial             | 10 novembre 1977  |                 |
| 8  | Deadly Doubles                        | Doppi mortali              | 17 novembre 1977  |                 |
| 9  | Deep Cover                            | Il sosia                   | 8 dicembre 1977   |                 |
| 10 | Tsunami                               | Tsunami                    | 22 dicembre 1977  |                 |
| 11 | East Wind... Ill Wind                 | Nemico orientale           | 29 dicembre 1977  |                 |
| 12 | Tread the King's Shadow               | Calpesta l'ombra del Re    | 5 gennaio 1978    |                 |
| 13 | The Big Aloha                         | Il grande Aloha            | 12 gennaio 1978   |                 |
| 14 | A Short Walk on the Longshore         | Infiltrato speciale        | 2 febbraio 1978   |                 |
| 15 | The Silk Trap                         | La trappola di seta        | 9 febbraio 1978   |                 |
| 16 | Head to Head                          | Testa a testa              | 16 febbraio 1978  |                 |
| 17 | Tall on the Wave                      | Sulla cresta dell'onda     | 2 marzo 1978      |                 |
| 18 | Angel in Blue                         | Un angelo blu              | 9 marzo 1978      |                 |
| 19 | When Does a War End?                  | Quando finirà la guerra?   | 16 marzo 1978     |                 |
| 20 | Invitation to Murder                  | L'arte della vendetta      | 23 marzo 1978     |                 |
| 21 | Frozen Assets                         | Beni congelati             | 30 marzo 1978     |                 |
| 22 | My Friend, the Enemy                  | Amica nemica               | 13 aprile 1978    |                 |
| 23 | A Stranger in His Grave               | Un cadavere sconosciuto    | 27 aprile 1978    |                 |
| 24 | A Death in the Family                 | Morte in famiglia          | 4 maggio 1978     |                 |